# Qom
Qom uttal (fil) (persiska قُم) är en stad i Iran. Den är administrativ huvudort både för delprovinsen Qom och för provinsen Qom och har cirka 1,2 miljoner invånare. Staden är en av shiamuslimernas heligaste och är Irans teologiska centrum där alla troslärda utbildas. De två mest kända moskéerna är Fatima al-Masumahs moské och Jamkaran-moskén. Före den arabiska invasionen på 600-talet var orten ett viktigt centrum för Anahita-dyrkan.